# Перес, Луис Эдуардо
Луи́с Эдуа́рдо Пе́рес-и-Паго́ла (исп. Luis Eduardo Pérez y Pagola, 1774, Монтевидео, Колониальная Бразилия — 30 августа 1841, там же, Уругвай) — уругвайский политический и государственный деятель. Первый президент Уругвая (1830).

## Биография
Родился в 1774 году в Монтевидео. После провозглашения независимости Уругвая Эдуардо Перес возглавлял Сенат Уругвая, будучи председателем его Исполнительной канцелярии. В этом качестве он действовал как первый (временный) президент Уругвая с 24 октября по 6 ноября 1830 года, до инаугурации Фруктуосо Риверы. Умер в 1841 году в Монтевидео.